# Тлакойо
Тлакойо [tɬaˈkoʝo] - це мексиканська індіанська страва овальної форми, виготовлена з тіста маса. 

## Назва
Назва tlacoyo походить з мови науатль tlahtlaōyoh [t͡ɬɑʔt͡ɬɑˈoːjoʔ] ).

## Приготування
Тлакойо жирніші, ніж свіжі кукурудзяні тортильї, фаршировані вареною меленою квасолею, сиром, бобами фава, чичарроном або іншими інгредієнтами та смажені або підсмажені. Тлакойос можна подати до супів та рагу або як закуску. У більшості традиційних тлакойо в тісті немає смальцю або солі, і якщо їх не з’їсти незабаром після приготування, вони стануть дуже твердими і сухими, навіть якщо їх розігрівати. На мексиканських ринках продавці зберігають свої тлакойо в теплі, кладучи їх у закритий кошик, завдяки чому пара довше зберігає їх вологими. Ця страва схожа на сальвадорську пупусу.
Тлакойо схожий за формою на хуараче, але менший за розміром. Виготовлений із тієї ж кукурудзи, що і сопе, але товстіший, тому він має кращу стійкість до вологих начинок. Традиційний тлакойо слід вживати без будь-яких начинок, окрім свіжої сальси. У такій формі вони зазвичай зустрічаються на вулицях. 
Тлакойос бувають трьох різних кольорів, хоча до його приготування не додаються штучні барвники. Колір отримують від кукурудзяного борошна, яка використовується для приготування тіста маса, з яким виготовляється тлакойо. Найпоширенішою є блакитна маса, виготовлена з синіх зерен кукурудзи.

## Галерея

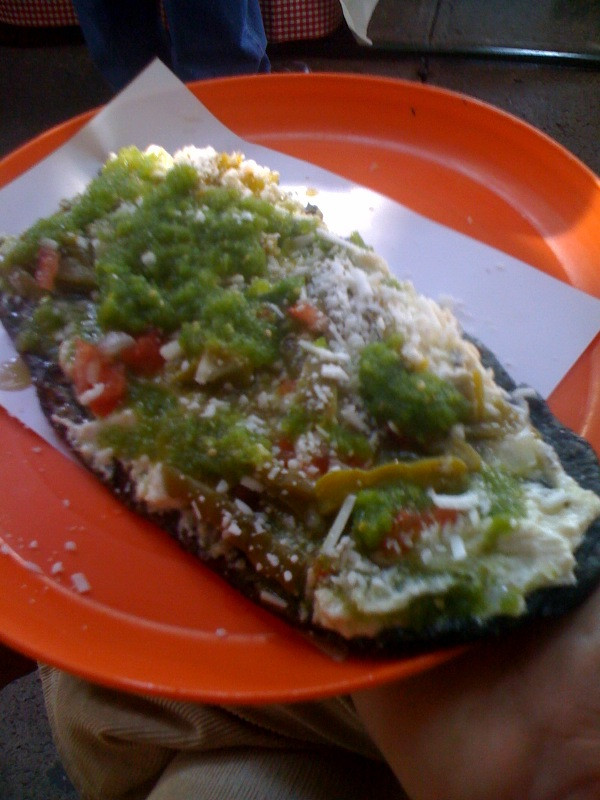
Тлакойо з синьої кукурудзи
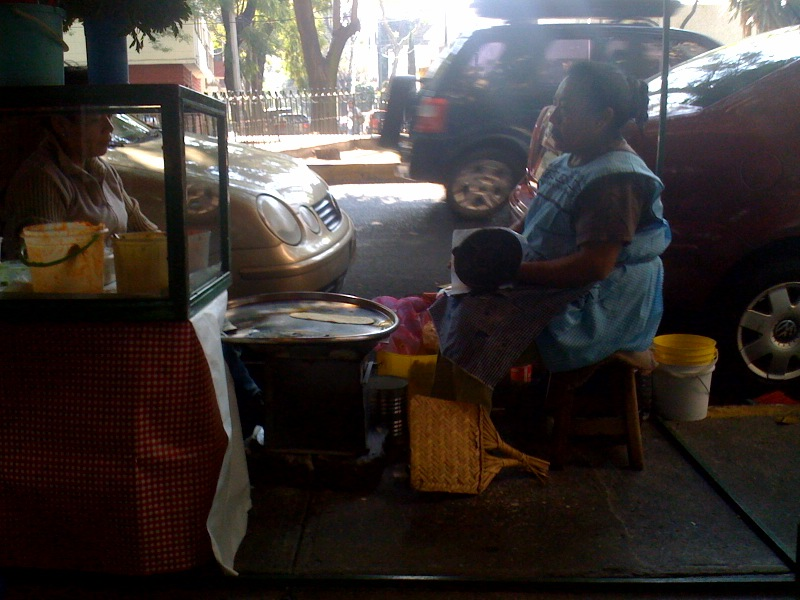
Жінка готує тлакойос на тротуарі у районі Кондеса в Мехіко.